# Романо Мічеллі
Романо Мічеллі (італ. Romano Micelli, нар. 24 лютого 1940, Базиліано) — італійський футболіст, що грав на позиції захисника, зокрема за «Фоджу» та «Болонью», а також національну збірну Італії. По завершенні ігрової кар'єри — тренер.

## Клубна кар'єра
Народився 24 лютого 1940 року в місті Базиліано. Вихованець футбольної школи клубу «Монфальконе». У дорослому футболі дебютував 1959 року виступами за команду «Монфальконе», що грала у Серії C. Вже за рік перейшов до друголігового «Рьюніте» (Мессіна), а ще за рік продовжив виступи у Серії B у складі «Катандзаро». Відіграв за команду з Катандзаро наступні три сезони своєї ігрової кар'єри. Більшість часу, проведеного у складі «Катандзаро», був основним гравцем захисту команди.
1964 року перейшов до «Фоджі», яка посилювала свій склад перед своїм першим в історії сезоном в італійській Серії A. У складі новачка елітного футбольного дивізіону країни продемонстрував упевнену гру, яка привернула увагу представників амбітніших команд Серії A. Тож вже наступний сезон 1965/66 відіграв за «Болонью», яка до останнього боролася з «Інтером» за чемпіонський титул, проте задовільнилася лише срібними нагородами першості.
Попри досить суттєвий внесок у здобуття «срібла» у міжсезоння «Болонья» продала Мічеллі до «Наполі». Тут він провів наступни три сезони кар'єри, протягом яких неаполітанці незмінно боролися за найвищі місця у чемпіонаті, проте сам гравець отримував дедалі менше ігрового часу. 
Тож 1969 року перейшов до друголігового «Ареццо», а згодом, після сезону 1971/72, проведеного в аматорському «Ліньяно», завершив ігрову кар'єру.

## Виступи за збірну
Навесні 1965 року у статусі гравця «Фоджі» провів свій перший і єдиний офіційний матч у формі національної збірної Італії.

## Кар'єра тренера
Розпочав тренерську кар'єру, повернувшись до футболу після невеликої перерви, 1979 року, увійшовши до тренерського штабу клубу «Монтеваркі». Наступного року працював з нижчоліговим «Сансеполькро».
| Дата     | Місто     | Господарі | Результат | Гості | Турнір           | Голи | Примітки |
| -------- | --------- | --------- | --------- | ----- | ---------------- | ---- | -------- |
| 1-5-1965 | Флоренція | Італія    | 4 – 1     | Уельс | товариський матч | -    |          |
| Усього   |           | Матчів    | 1         |       | Голів            | 0    |          |